# Reinhard Oehme
Reinhard Oehme (* 26. Januar 1928 in Wiesbaden; † zwischen dem 29. September und 4. Oktober 2010 in Chicago) war ein deutsch-US-amerikanischer theoretischer Physiker. Oehme war bekannt für die Entdeckung der Nicht-Erhaltung der Ladungskonjugation im Zusammenhang mit Paritätsverletzung, für die Formulierung und den Beweis von hadronischen Dispersionsrelationen, für das „Edge of the Wedge Theorem“ in der Funktionentheorie mit mehreren komplexen Variablen, die Goldberger-Miyazawa-Oehme-Summen-Regel, die Reduktion von Quantenfeldtheorien, die Oehme-Zimmermann-Superkovergenz-Relationen für Korrelationsfunktionen in Eichtheorien, und für viele andere Beiträge.

## Biografie
Reinhard Oehme wurde als Sohn von Reinhold Oehme und Katharina Kraus geboren. Nach dem Abitur am Rheingau-Gymnasium in Geisenheim am Rhein – der ersten Schule nahe Wiesbaden, die nach dem Krieg öffnete – begann er das Studium von Physik und Mathematik an der Frankfurter Goethe-Universität und erhielt 1948 das Diplom als Student von Erwin Madelung. Danach ging er nach Göttingen an das Max-Planck-Institut für Physik als Student von Werner Heisenberg, der auch Professor an der Universität Göttingen war. Anfang des Jahres 1951 wurde Oehme dann bei Heisenberg an der Universität Göttingen promoviert. Im gleichen Jahr bat ihn Heisenberg, zusammen mit Carl Friedrich von Weizsäcker nach Brasilien zu reisen, und zwar im Zusammenhang mit der Gründung des „Instituto de Física Teórica“ (IFT) in São Paulo, das Heisenberg, wohl im Hinblick auf die gespannte Lage in Europa, für eine mögliche Zweigstelle des Max-Planck-Institutes betrachtete. Am 5. November 1952 heiratete er in São Paulo Mafalda Pisani. Sie war als Tochter von Giacopo Pisani und Wanda d’Alfonso in Berlin geboren. Sie starb im August 2004 in Chicago. Die Ehe blieb kinderlos.
Von Brasilien kam Oehme zurück auf seine Assistentenstelle am Max-Planck-Institut in Göttingen. 1954 erhielt Oehme mit Empfehlung von Heisenberg an seinen Freund Enrico Fermi ein Angebot für eine Research Associate Stelle an der University of Chicago, wo er am Institute for Nuclear Studies arbeitete. Die wesentlichen Erkenntnisse aus dieser Zeit sind unter Arbeiten beschrieben. Im Herbst des Jahres 1956 ging Oehme als ein Mitglied des Institute for Advanced Study nach Princeton, und kehrte 1958 zurück an die University of Chicago als Professor im Department of Physics, sowie am Enrico Fermi Institute for Nuclear Studies. 1998 wurde er Professor Emeritus.

### Gastprofessuren
- University of Maryland, 1957; Universität Wien 1961; Imperial College London 1963–1964; Universität Karlsruhe 1974, 1975, 1977; Universität Tokio 1976, 1988; Research Institute of Fundamental Physics, Universität Kyōto, 1976.

### Als Gastwissenschaftler
- Instituto de Física Teórica, São Paulo, Brasil; Brookhaven National Laboratory; Lawrence Berkeley National Laboratory, University of California, Berkeley; CERN; International Centre for Theoretical Physics, Triest; Max-Planck-Institut für Physik, München.

### Preise und Auszeichnungen
- 1963–1964 Guggenheim Fellow[6]
- 1974 Humboldt-Preis
- 1976, 1988 Fellow, Japanese Society for the Promotion of Science (JSPS)[7]
- die University of Chicago vergibt die nach Oehme (mit)benannten The Enrico Fermi, Robert R. McCormick & Mafalda and Reinhard Oehme Postdoctoral Research Fellowships[8]

## Arbeiten

### Dispersionsrelationen, GMO-Summenregel, und „Edge of the Wedge Theorem“
Im Jahr 1954 in Chicago, studierte Oehme die analytischen Eigenschaften von Streuamplituden in Quantenfeldtheorien. Dabei fand er die wesentliche Tatsache, dass Teilchen-Teilchen und Antiteilchen-Teilchen-Amplituden durch analytische Fortsetzung in der komplexen Ebene der Energievariablen miteinander verbunden sind. Diese Resultate führten dann zu seiner Arbeit mit Marvin Goldberger und Hironari Miyazawa über Dispersionsrelationen für die Streuung von Pi-Mesonen an Nukleonen, die auch die Goldberger-Miyazawa-Oehme Summenregel enthält. Die Relationen stimmten gut überein mit den experimentellen Resultaten der Fermi-Gruppe in Chicago, der Lindenbaum-Gruppe in Brookhaven, und anderen Experimenten. Die GMO Summenregel wird oft in der Analyse des Pion-Nukleon-Systems benutzt.
Oehme hat eine mehr formale Ableitung von Vorwärts-Dispersionsrelationen im Rahmen der lokalen Quantenfeldtheorie veröffentlicht. Der Beweis gilt auch für Eichtheorien mit „Confinement“. Um die weit reichenden Resultate der Theorie der Funktionen mit mehreren komplexen Variablen für den Beweis von Dispersionsrelationen für Amplituden mit endlicher Impulsübertragung, sowie für die allgemeinen analytischen Eigenschaften von Greenschen Funktionen ausnutzen zu können, hat Oehme ein fundamentales Theorem formuliert und bewiesen. Er nannte es „Edge of the Wedge Theorem“ („Keilkanten-Theorem“). Diese Arbeit wurde am Institute for Advanced Study in Princeton ausgeführt, in Zusammenarbeit mit Hans Joachim Bremermann und John Gerald Taylor.
Auf der Basis von mikroskopischer Kausalität und Eigenschaften des Spektrums führt das Theorem zu einem primären Regularitätsgebiet, das dann mittels analytischer Fortsetzung vergrößert werden kann. Oehme hat diese Resultate zuerst im Wintersemester 1956/57 im Princeton University Colloquium vorgetragen. Ein davon unabhängiger, verschiedener und umfangreicher Beweis von Nicht-Vorwärts-Dispersionsrelationen wurde auch von Nikolai Nikolajewitsch Bogoljubow und Mitarbeitern veröffentlicht. Das „Edge of the Wedge Theorem“ hat viele Anwendungen. Zum Beispiel kann man es benutzen, um zu zeigen, dass bei (spontaner) Verletzung der Lorentz-Invarianz, Mikrokausalität (Lokalität) und Positivität der Energie die Lorentz-Invarianz des Energie-Impuls-Spektrums sicherstellen. Oehme formulierte auch Dispersionsrelationen für die Nukleon-Nukleon-Streuung in Zusammenarbeit mit Marvin Goldberger und Yoichiro Nambu.

### Ladungskonjugation als Nicht-Invariante
Am 7. August 1956 schrieb Oehme einen Brief an Chen Ning Yang, in dem er zeigt, dass die schwachen Wechselwirkungen die Erhaltung von C (Ladungskonjugation) verletzen müssen im Fall eines positiven Resultates bei dem β-Zerfall-Polarisationsexperiment. Da die Erhaltung von P (Parität) zu denselben Bedingungen führt wie C, folgerte Oehme, dass C und P beide verletzt sein müssen, um eine entsprechende Asymmetrie zu erhalten. In dem Brookhaven Preprint BNL 2819 ihrer Arbeit über Parität hatten Tsung-Dao Lee und Yang angenommen, dass C erhalten bleibt. Das Resultat von Oehme zeigt, dass auf dem Niveau der gewöhnlichen, schwachen Wechselwirkungen, CP die relevante Symmetrie ist, und nicht C und P individuell. Beispielsweise genügt CP um der Gleichheit der Zerfallszeiten von positiven und negativen Pi-Mesonen gerecht zu werden. Diese von Oehme gefundene Situation ist grundlegend für die späteren Experimente zu dem Problem der CP-Erhaltung, und für die Entdeckung von CP-Verletzung bei sehr viel niedrigerer Wechselwirkungsstärke durch James Cronin und Val Fitch.
Wie oben angedeutet, ist der Brief von Oehme in dem Buch Selected Papers by C. N. Yang abgedruckt. Auf Grund des Briefes haben Lee, Oehme und Yang eine mehr ausführliche Studie über die Zusammenhänge möglicher Nichterhaltungen von P, C und T verfasst, und dabei auch Anwendungen auf den K – Anti-K – Komplex beschrieben. In der Arbeit, die vor der experimentellen Entdeckung von P- und C-Nichterhaltung geschrieben wurde, wird auch die Möglichkeit der Nichterhaltung von T (Zeitumkehr) und, unter der Annahme der CPT-Erhaltung, CP erwähnt. Jedenfalls ist die Arbeit wesentlich für die Beschreibung der CP-Experimente. Die Nichterhaltung von C ist eine fundamentale Voraussetzung für die Unsymmetrie von Materie und Anti-Materie im Universum.

### Propagatoren und OZ – Superkonvergenz–Relationen
Auf der Basis von analytischen Eigenschaften und Methoden der Renormierungsgruppe führte Oehme, in Zusammenarbeit mit Wolfhart Zimmermann, eine allgemeine Strukturanalyse von Eichfeld-Propagatoren durch. Für Theorien, bei denen die Zahl der Materiefelder (flavors) unter einer festen Grenze liegt, fand er dabei Superkonvergenz-Relationen. Diese „Oehme-Zimmermann-Relationen“ geben einen Zusammenhang von Eigenschaften der Theorie bei hohen und bei niedrigen Energien (große und kleine Abstände, asymptotische Freiheit und Confinement). Die Resultate für Propagatoren sind im Wesentlichen nur abhängig von allgemeinen Prinzipien.

### Reduktion von Quantenfeldtheorien
Als eine allgemeine Methode für die Verminderung der Anzahl von Parametern in Quantenfeldtheorien haben Oehme und Zimmermann eine Theorie der Reduktion von Kopplungen eingeführt. Die Methode ist eine Anwendung der Renormierungsgruppe, und entsprechend allgemeiner als die Ableitung aus Symmetrien. In manchen Fällen existieren Lösungen der Reduktionsgleichungen die nicht direkt einer neuen Symmetrie entsprechen, sondern von einer anderen charakteristischen Eigenschaft der Theorie stammen. In bestimmten mehr-Parameter-Theorien erhält man durch Reduktion supersymmetrische Theorien und hat damit Beispiele für das Auftreten dieser Symmetrie ohne sie vorher explizit eingeführt zu haben. Die Reduktionsmethode hat viele Anwendungen, theoretische, wie auch phänomenologische.

### Weitere Beiträge
Weitere Beiträge von Oehme befassen sich mit Komplexem Drehimpuls, ansteigenden Wirkungsquerschnitten, Gebrochenen Symmetrien, Stromalgebren und schwachen Wechselwirkungen und anderem.